# Kiss: The Series
Kiss: The Series (tiếng Thái: รักต้องจูบ; RTGS: Rak Tong Chup) là một bộ phim truyền hình Thái Lan phát sóng năm 2016 với sự tham gia của Jirakit Thawornwong (Mek), Lapassalan Jiravechsoontornkul (Mild), Sattaphong Phiangphor (Tao), Worranit Thawornwong (Mook).
Bộ phim được đạo diễn bởi Chatkaew Susiwa và sản xuất bởi GMMTV. Bộ phim được phát sóng lúc 20:00 (ICT), Chủ nhật trên GMM 25 và phát lại vào 22:00 (ICT) cùng ngày trên LINE TV, bắt đầu từ ngày 10 tháng 1 năm 2016. Bộ phim kết thúc vào ngày 24 tháng 4 năm 2016.

## Diễn viên
Dưới đây là dàn diễn viên của bộ phim:

### Diễn viên chính
- Jirakit Thawornwong (Mek) vai Thada
- Lapassalan Jiravechsoontornkul (Mild) vai Sandee
- Sattaphong Phiangphor (Tao) vai Na
- Worranit Thawornwong (Mook) vai Sanrak

### Diễn viên phụ
- Noelle Klinneam (Tiny) vai Jane
- Tawan Vihokratana (Tay) vai Pete
- Thitipoom Techaapaikhun (New) vai Kao
- Nachat Juntapun (Nicky) vai June
- Phakjira Kanrattanasood (Nanan) vai Ella
- Pop Khamgasem vai Chacha
- Kunchanuj Kengkarnka (Kan) vai Thew
- Sivakorn Lertchuchot (Guy) vai First
- Korawit Boonsri (Gun) vai Noina
- Rita Ramnarong (Chacha) vai Fahsai
- Apichaya Saejung (Ciize) vai May

## Nhạc phim
| Tên bài hát             | Thể hiện                                                        | Ref.  |
| ----------------------- | --------------------------------------------------------------- | ----- |
| Kiss                    | Sirintip Hanpradit (Rose)                                       | [ 5 ] |
| เพื่อน สนิท (Phuean Sanit) | Jirakit Thawornwong (Mek) Lapassalan Jiravechsoontornkul (Mild) | [ 6 ] |